# BD Banx
BD Banx, właściwie Ndeka Badibanga (ur. 7 stycznia 1981 w Brukseli) – belgijski raper.

## Dyskografia

### Albumy studyjne
| Rok  | Dane dot. albumu                                                                          |
| ---- | ----------------------------------------------------------------------------------------- |
| 2008 | Club de rue - Wydany: 15 grudnia 2008 - Wytwórnia: Delazic - Format: CD, digital download |

### Single
| Rok  | Tytuł         |
| ---- | ------------- |
| 2010 | „Condamné”    |
| 2010 | „Jump”        |
| 2010 | „Si je meurs” |